# Huttendorf
Huttendorf (Duits: Hüttendorf im Elsass) is een gemeente in het Franse departement Bas-Rhin (regio Grand Est) en telt 421 inwoners (2004). De plaats maakt deel uit van het arrondissement Haguenau-Wissembourg.

## Geografie
De oppervlakte van Huttendorf bedraagt 4,4 km², de bevolkingsdichtheid is 95,7 inwoners per km².
De onderstaande kaart toont de ligging van Huttendorf met de belangrijkste infrastructuur en aangrenzende gemeenten.

## Demografie
Onderstaande figuur toont het verloop van het inwonertal (bron: INSEE-tellingen).